# Unjalur
Unjalur es una ciudad y nagar Panchayat situada en el distrito de Erode en el estado de Tamil Nadu (India). Su población es de 2482 habitantes (2011). Se encuentra a orillas del río Kaveri, a 32 km de Erode.

## Demografía
Según el censo de 2011 la población de Unjalur era de 2482 habitantes, de los cuales 1235 eran hombres y 1247 eran mujeres. Unjalur tiene una tasa media de alfabetización del 80,77%, superior a la media estatal del 80,09%: la alfabetización masculina es del 90,37%, y la alfabetización femenina del 71,54%.